# Coulobres
Coulobres est une commune française située dans le sud du département de l'Hérault, en région Occitanie.
Exposée à un climat méditerranéen, elle est drainée par la Lène et par un autre cours d'eau.
Coulobres est une commune rurale qui compte 371 habitants en 2022, après avoir connu une forte hausse de la population depuis 1975. Elle fait partie de l'aire d'attraction de Béziers. Ses habitants sont appelés les Coulobrais et Coulobraises.

## Géographie

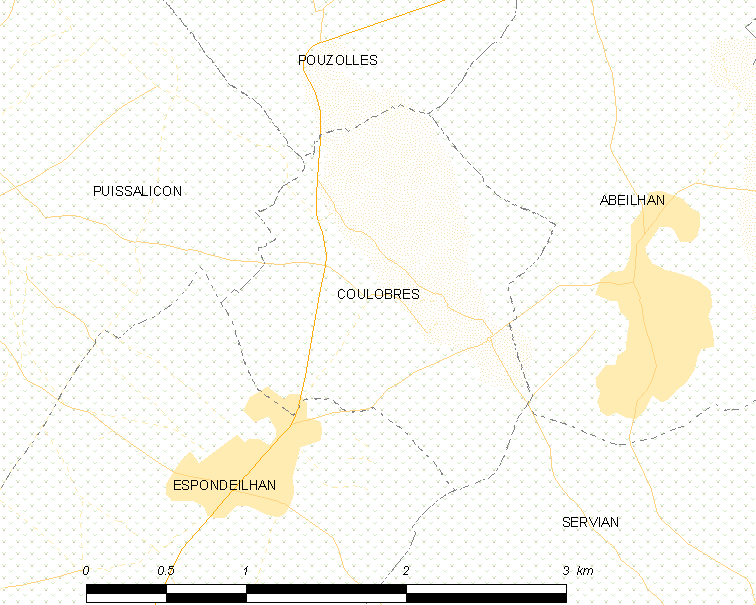
Carte

Coulobres est accessible par la route départementale RD15, qui relie Pouzolles, au nord, à Espondeilhan, au sud. La commune est arrosée par la Lène, cours d'eau de 17,3 km, affluent de la Thongue. Le nord du village est surplombé par une colline, le « Pioch de Coulobres », culminant à 120 m.

### Communes limitrophes
|              | Pouzolles |          |
| Puissalicon  | Coulobres | Abeilhan |
| Espondeilhan |           | Servian  |

### Climat
Pour des articles plus généraux, voir Climat de l'Occitanie et Climat de l'Hérault.
En 2010, le climat de la commune est de type climat méditerranéen franc, selon une étude s'appuyant sur une série de données couvrant la période 1971-2000. En 2020, Météo-France publie une typologie des climats de la France métropolitaine dans laquelle la commune est exposée à un climat méditerranéen et est dans la région climatique  Provence, Languedoc-Roussillon, caractérisée par une pluviométrie faible en été, un très bon ensoleillement (2 600 h/an), un été chaud (21,5 °C), un air très sec en été, sec en toutes saisons, des vents forts (fréquence de 40 à 50 % de vents > 5 m/s) et peu de brouillards.
Pour la période 1971-2000, la température annuelle moyenne est de 14,4 °C, avec une amplitude thermique annuelle de 16 °C. Le cumul annuel moyen de précipitations est de 635 mm, avec 5,6 jours de précipitations en janvier et 2,5 jours en juillet. Pour la période 1991-2020, la température moyenne annuelle observée sur la station météorologique la plus proche, située sur la commune de Roujan à 6 km à vol d'oiseau, est de 14,7 °C et le cumul annuel moyen de précipitations est de 577,8 mm,. Pour l'avenir, les paramètres climatiques de la commune estimés pour 2050 selon différents scénarios d'émission de gaz à effet de serre sont consultables sur un site dédié publié par Météo-France en novembre 2022.

### Milieux naturels et biodiversité
Aucun espace naturel présentant un intérêt patrimonial n'est recensé sur la commune dans l'inventaire national du patrimoine naturel,,.

## Urbanisme

### Typologie
Au 1er janvier 2024, Coulobres est catégorisée bourg rural, selon la nouvelle grille communale de densité à sept niveaux définie par l'Insee en 2022.
Elle est située hors unité urbaine. Par ailleurs la commune fait partie de l'aire d'attraction de Béziers, dont elle est une commune de la couronne,. Cette aire, qui regroupe 53 communes, est catégorisée dans les aires de 50 000 à moins de 200 000 habitants,.

### Occupation des sols
L'occupation des sols de la commune, telle qu'elle ressort de la base de données européenne d’occupation biophysique des sols Corine Land Cover (CLC), est marquée par l'importance des territoires agricoles (91,6 % en 2018), en diminution par rapport à 1990 (99,4 %). La répartition détaillée en 2018 est la suivante : 
cultures permanentes (68,1 %), zones agricoles hétérogènes (23,5 %), zones urbanisées (8,4 %). L'évolution de l’occupation des sols de la commune et de ses infrastructures peut être observée sur les différentes représentations cartographiques du territoire : la carte de Cassini (XVIIIe siècle), la carte d'état-major (1820-1866) et les cartes ou photos aériennes de l'IGN pour la période actuelle (1950 à aujourd'hui).

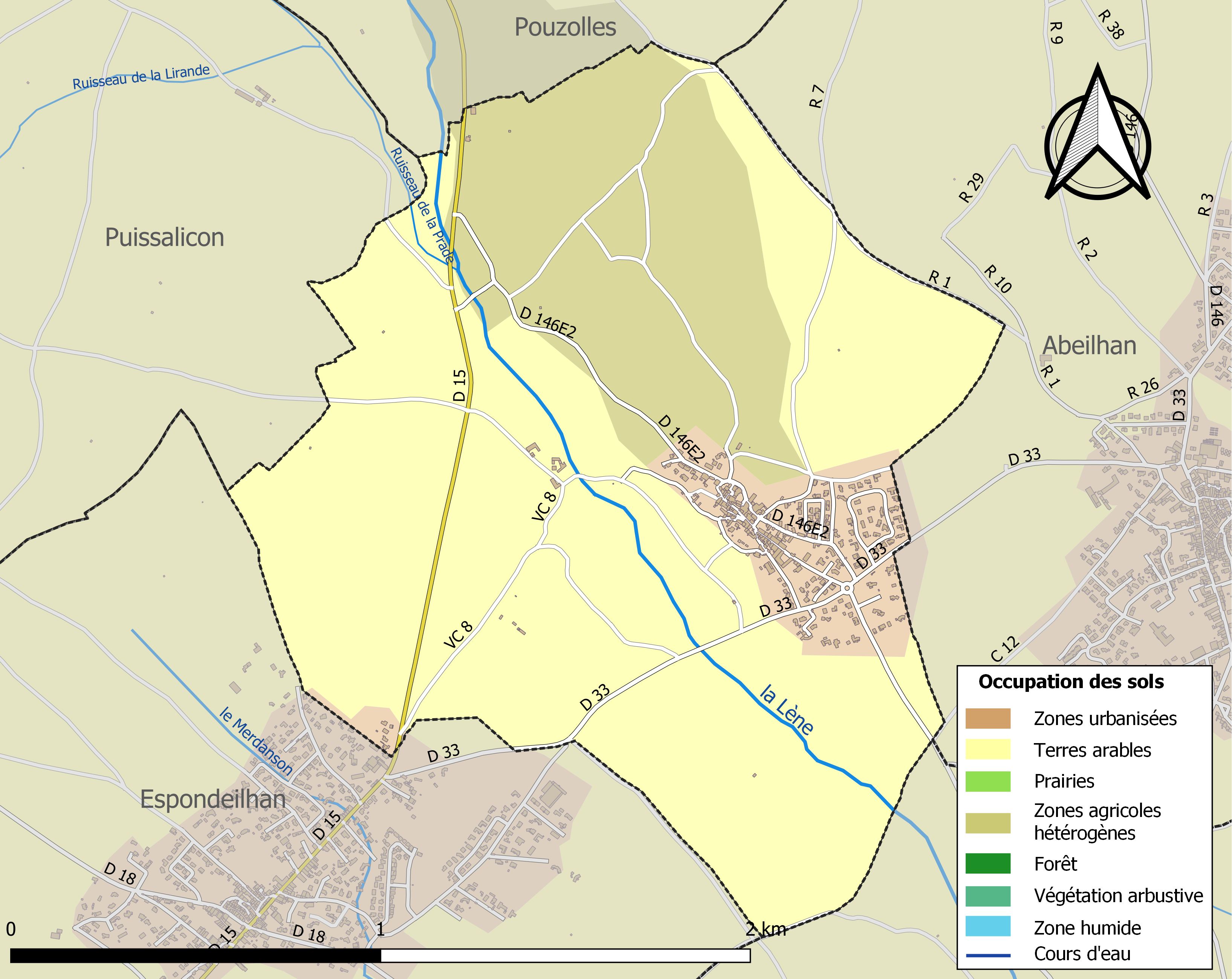
Carte des infrastructures et de l'occupation des sols de la commune en 2018 (CLC).

### Risques majeurs
Le territoire de la commune de Coulobres est vulnérable à différents aléas naturels : météorologiques (tempête, orage, neige, grand froid, canicule ou sécheresse), inondations et séisme (sismicité faible). Un site publié par le BRGM permet d'évaluer simplement et rapidement les risques d'un bien localisé soit par son adresse soit par le numéro de sa parcelle.
Certaines parties du territoire communal sont susceptibles d’être affectées par le risque d’inondation par débordement de cours d'eau, notamment la Lène. La commune a été reconnue en état de catastrophe naturelle au titre des dommages causés par les inondations et coulées de boue survenues en 1982, 1986, 1996, 2014 et 2019,.
Coulobres est exposée au risque de feu de forêt du fait de la présence sur son territoire. Un plan départemental de protection des forêts contre les incendies (PDPFCI) a été approuvé en juin 2013 et court jusqu'en 2022, où il doit être renouvelé. Les mesures individuelles de prévention contre les incendies sont précisées par deux arrêtés préfectoraux et s’appliquent dans les zones exposées aux incendies de forêt et à moins de 200 mètres de celles-ci. L’arrêté du 25 avril 2002 réglemente l'emploi du feu en interdisant notamment d’apporter du feu, de fumer et de jeter des mégots de cigarette dans les espaces sensibles et sur les voies qui les traversent sous peine de sanctions. L'arrêté du 11 mars 2013 rend le débroussaillement obligatoire, incombant au propriétaire ou ayant droit,.

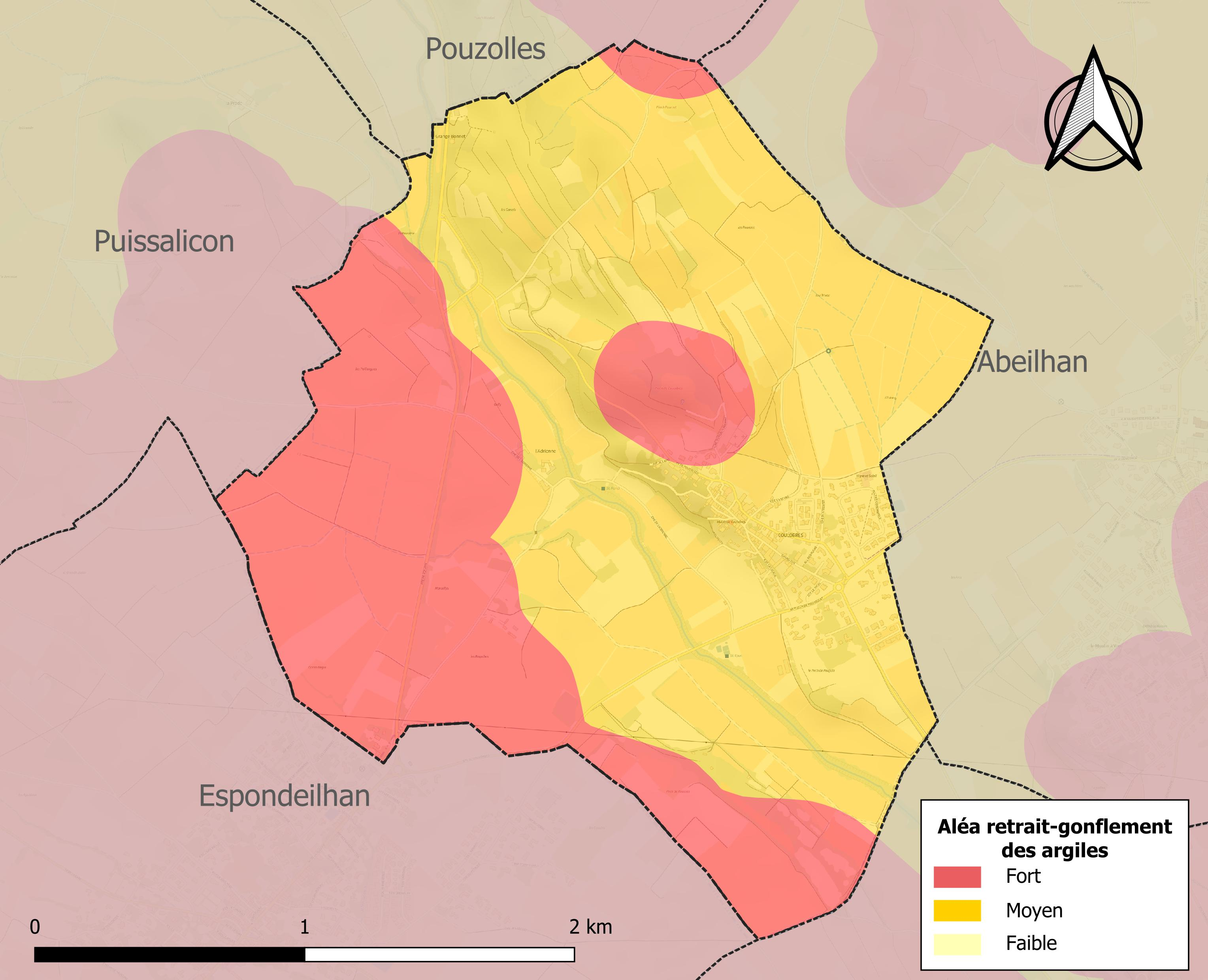
Carte des zones d'aléa retrait-gonflement des sols argileux de Coulobres.

Le retrait-gonflement des sols argileux est susceptible d'engendrer des dommages importants aux bâtiments en cas d’alternance de périodes de sécheresse et de pluie. La totalité de la commune est en aléa moyen ou fort (59,3 % au niveau départemental et 48,5 % au niveau national). Sur les 188 bâtiments dénombrés sur la commune en 2019, 188 sont en aléa moyen ou fort, soit 100 %, à comparer aux 85 % au niveau départemental et 54 % au niveau national. Une cartographie de l'exposition du territoire national au retrait gonflement des sols argileux est disponible sur le site du BRGM,.
Par ailleurs, afin de mieux appréhender le risque d’affaissement de terrain, l'inventaire national des cavités souterraines permet de localiser celles situées sur la commune.

## Toponymie
Au fil du temps, Coulobres a porté plusieurs noms :
- 881 in villa Calobrice ;
- 1156 de Calobricis ;
- 1344 de Calobris ;
- fin XIVe siècle Colobris ;
- 1643 Coulobres.

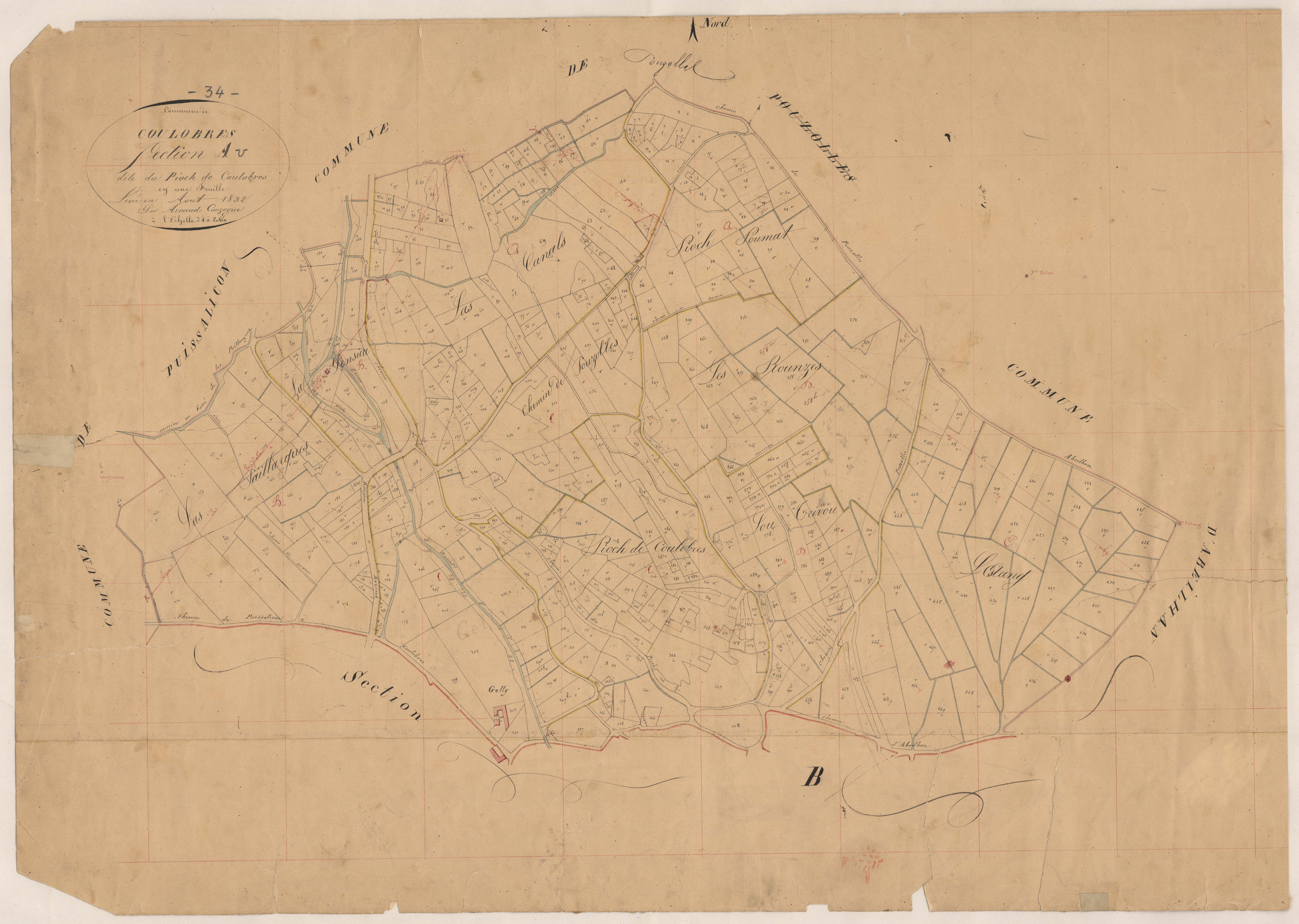
Cadastre napoléonien : plan de la section B du village (1832).

En occitan, la commune se nomme Colòbres.

## Histoire
Les vestiges d'un village préhistorique daté du Néolithique final / Chalcolithique ont été découverts au lieu-dit Camps Nègres.

## Politique et administration

### Liste des maires
| Période      | Période        | Identité                  | Étiquette | Qualité                                 |
| ------------ | -------------- | ------------------------- | --------- | --------------------------------------- |
| 1790         | 1793           | Félix Gabriel Bouttes     |           |                                         |
| 1793         | 1797           | Gabriel "Fils" Bouttes    |           |                                         |
| 1797         | 1801           | Henri Albaye              |           |                                         |
| 1801         | 1830           | Gabriel "Fils" Bouttes    |           |                                         |
| 1830         | 1832           | Jacques Célestin Eustache |           |                                         |
| 1832         | 1838           | Etienne Bouié             |           |                                         |
| 1838         | 1851           | Jean Lebère               |           |                                         |
| 1851         | 1852           | Etienne Boyer             |           |                                         |
| 1852         | 1855           | Raymond Guerre            |           |                                         |
| 1855         | 1857           | Camille Bouttes           |           |                                         |
| 1857         | 1870           | Martin Isidore Boussagol  |           |                                         |
| 1870         | 1872           | Félix Peytavi             |           | Président de la Commission Municipale   |
| 1872         | 1873           | Urbain Cahuzac            |           |                                         |
| 1873         | 1875           | François Taïx             |           |                                         |
| 1875         | 1876           | Pierre Bouttes            |           |                                         |
| 1876         | 1895           | Hubert Guerre             |           |                                         |
| 1895         | 1919           | Félix Peytavi             |           |                                         |
| 1919         | 1925           | Paul Boyer                |           |                                         |
| 1925         | 1929           | Léon Taïx                 |           |                                         |
| 1929         | 1945           | Louis Foulquier           |           |                                         |
| 1945         | 1989           | Henri Mas                 |           | Président du Comité local de Libération |
| 1989         | 1995           | Jean-Louis Nadal          |           |                                         |
| 1995         | 2000           | Jacques Massol            |           |                                         |
| 2000         | 2001           | Gabriel Molina            |           | Maire par intérim                       |
| 2001         | 2002           | Vincent Piganeau          |           |                                         |
| 2002         | mars 2014      | Monique Molinier          | SE        |                                         |
| mars 2014    | septembre 2014 | Didier Diez               |           |                                         |
| octobre 2014 | En cours       | Gérard Boyer              |           | Pharmacien                              |

## Population et société

### Démographie
L'évolution du nombre d'habitants est connue à travers les recensements de la population effectués dans la commune depuis 1793. Pour les communes de moins de 10 000 habitants, une enquête de recensement portant sur toute la population est réalisée tous les cinq ans, les populations de référence des années intermédiaires étant quant à elles estimées par interpolation ou extrapolation. Pour la commune, le premier recensement exhaustif entrant dans le cadre du nouveau dispositif a été réalisé en 2006.

En 2022, la commune comptait 371 habitants, en évolution de +1,92 % par rapport à 2016 (Hérault : +7,49 %, France hors Mayotte : +2,11 %).
| 1793 | 1800 | 1806 | 1821 | 1831 | 1836 | 1841 | 1846 | 1851 |
| ---- | ---- | ---- | ---- | ---- | ---- | ---- | ---- | ---- |
| 142  | 166  | 166  | 155  | 178  | 151  | 181  | 144  | 162  |

| 1856 | 1861 | 1866 | 1872 | 1876 | 1881 | 1886 | 1891 | 1896 |
| ---- | ---- | ---- | ---- | ---- | ---- | ---- | ---- | ---- |
| 168  | 144  | 154  | 161  | 153  | 161  | 155  | 160  | 203  |

| 1901 | 1906 | 1911 | 1921 | 1926 | 1931 | 1936 | 1946 | 1954 |
| ---- | ---- | ---- | ---- | ---- | ---- | ---- | ---- | ---- |
| 223  | 227  | 222  | 242  | 183  | 168  | 177  | 197  | 171  |

| 1962 | 1968 | 1975 | 1982 | 1990 | 1999 | 2006 | 2011 | 2016 |
| ---- | ---- | ---- | ---- | ---- | ---- | ---- | ---- | ---- |
| 192  | 193  | 152  | 193  | 202  | 229  | 261  | 380  | 364  |

| 2021 | 2022 | - | - | - | - | - | - | - |
| ---- | ---- | - | - | - | - | - | - | - |
| 365  | 371  | - | - | - | - | - | - | - |

### Enseignement
Coulobres dépend de l'académie de Montpellier. Les élèves de la commune commencent leur scolarité dans l'école primaire du village, qui accueille 21 écoliers.

### Cultes

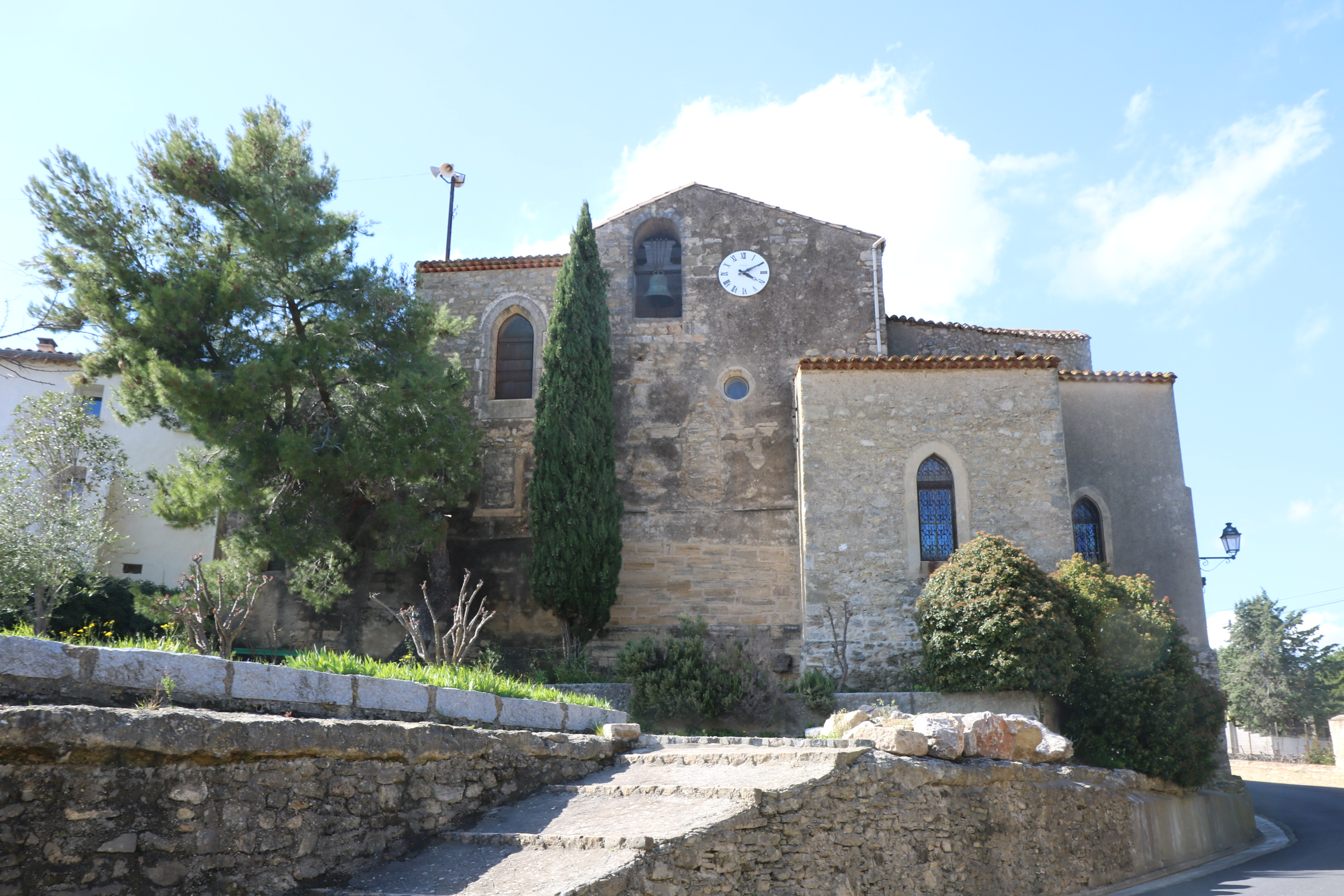
Clocher de l'église Saint-Félix-de-Gérone

## Économie

### Revenus
En 2018, la commune compte 155 ménages fiscaux, regroupant 357 personnes. La médiane du revenu disponible par unité de consommation est de 23 290 € (20 330 € dans le département).

### Emploi
|                | 2008   | 2013   | 2018 |
| -------------- | ------ | ------ | ---- |
| Commune        | 10,8 % | 8,3 %  | 10 % |
| Département    | 10,1 % | 11,9 % | 12 % |
| France entière | 8,3 %  | 10 %   | 10 % |

En 2018, la population âgée de 15 à 64 ans s'élève à 227 personnes, parmi lesquelles on compte 70,1 % d'actifs (60,2 % ayant un emploi et 10 % de chômeurs) et 29,9 % d'inactifs,. En  2018, le taux de chômage communal (au sens du recensement) des 15-64 ans est inférieur à celui du département, mais supérieur à celui de la France, alors qu'en 2008 il était supérieur à celui du département.
La commune fait partie de la couronne de l'aire d'attraction de Béziers, du fait qu'au moins 15 % des actifs travaillent dans le pôle,. Elle compte 60 emplois en 2018, contre 39 en 2013 et 25 en 2008. Le nombre d'actifs ayant un emploi résidant dans la commune est de 139, soit un indicateur de concentration d'emploi de 43,4 % et un taux d'activité parmi les 15 ans ou plus de 54,6 %.
Sur ces 139 actifs de 15 ans ou plus ayant un emploi, 36 travaillent dans la commune, soit 26 % des habitants. Pour se rendre au travail, 87,3 % des habitants utilisent un véhicule personnel ou de fonction à quatre roues, 2,8 % les transports en commun, 2,8 % s'y rendent en deux-roues, à vélo ou à pied et 7 % n'ont pas besoin de transport (travail au domicile).

### Activités hors agriculture
25 établissements sont implantés  à Coulobres au 31 décembre 2019.
Le secteur de l'administration publique, l'enseignement, la santé humaine et l'action sociale est prépondérant sur la commune puisqu'il représente 24 % du nombre total d'établissements de la commune (6 sur les 25 entreprises implantées  à Coulobres), contre 14,2 % au niveau départemental.

### Agriculture
La commune est dans la « Plaine viticole », une petite région agricole occupant la bande côtière du département de l'Hérault. En 2020, l'orientation technico-économique de l'agriculture  sur la commune est la viticulture.
|               | 1988 | 2000 | 2010 | 2020 |
| ------------- | ---- | ---- | ---- | ---- |
| Exploitations | 18   | 15   | 13   | 16   |
| SAU (ha)      | 202  | 192  | 153  | 250  |

Le nombre d'exploitations agricoles en activité et ayant leur siège dans la commune est passé de 18 lors du recensement agricole de 1988  à 15 en 2000 puis à 13 en 2010 et enfin à 16 en 2020, soit une baisse de 11 % en 32 ans. Le même mouvement est observé à l'échelle du département qui a perdu pendant cette période 67 % de ses exploitations,. La surface agricole utilisée sur la commune a quant à elle augmenté, passant de 202 ha en 1988 à 250 ha en 2020. Parallèlement la surface agricole utilisée moyenne par exploitation a augmenté, passant de 11 à 16 ha.

## Culture locale et patrimoine

### Lieux et monuments
- Église Saint-Félix-de-Gérone de Coulobres. Citée dans le cartulaire de Gellone en 881, l'église actuelle est de style gothique méridional. La base du chœur est de style roman. La clé de voûte représente l'agneau pascal. Les clés de voûte des chapelles latérales sont décorées d'un paon. L'édifice est référencé dans la base Mérimée et à l'Inventaire général Région Occitanie[28].

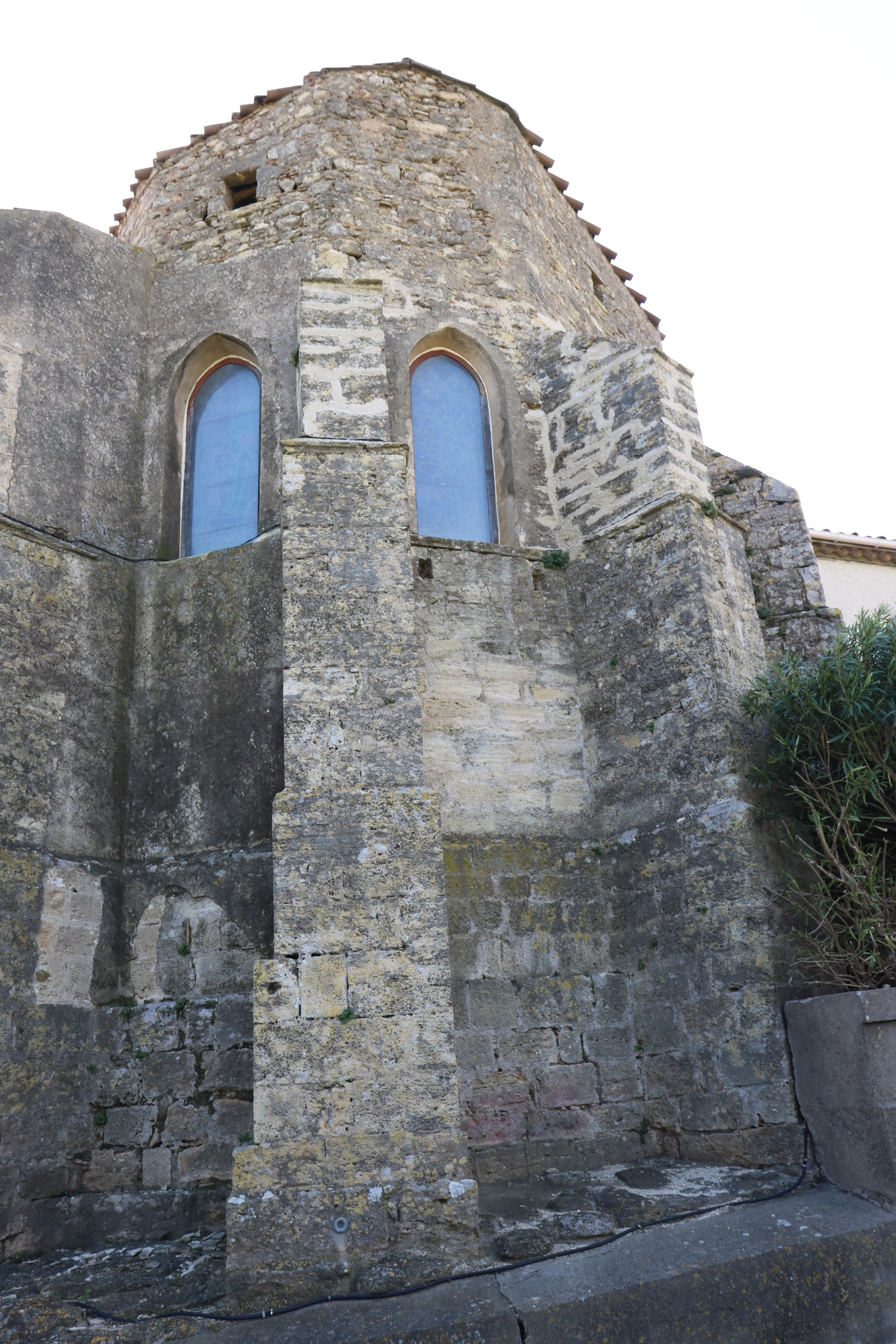
Chevet de l'église Saint-Félix-de-Gérone

### Héraldique
|  | Les armoiries de Coulobres se blasonnent ainsi : D'argent, au pairle losangé d'argent et d'azur. |